# 松平康重
松平康重（日语：／ Matsudaira Yasushige，1568年—1640年8月14日）是日本安土桃山時代至江戶時代前期武將、大名。松井松平家第2代。父親是松平康親。

## 生平
在永祿11年（1568年）出生，家中長男。父親康親是駿河國三枚橋城城主。在天正11年（1583年）3月16日元服之際被家康授予偏諱「康」字而改名為康次，後來改為康重。
在家康於東海地方的天正11年（1583年）至天正18年（1590年）繼承父親康親的領地並擔任駿河國沼津城的守備役，對後北條氏對峙約8年時間。
在小田原征伐後的天正18年8月，家康被移封至關東地方，此時被賜予武藏騎西2萬石。在文祿4年（1595年）被賜予豐臣姓。
在慶長6年（1601年）被加增常陸笠間3萬石。在慶長13年（1608年）被加增移封至丹波國篠山藩5萬石。（『寬政重修諸家譜』）
在元和5年（1619年）被移封至大坂平野南方的要衝和泉岸和田（『寬政重修諸家譜』）。在寬永11年（1634年）敘任從四位下。在寬永17年（1640年）6月27日死去。享年73歲。家督由次男康映繼承（『寬政重修諸家譜』）。

## 私生子說
康重被當成松平康親的兒子，但是亦有說法指其實是德川家康的私生子。生母是家康的侍女，懷著家康的兒子時嫁給康親。後來子孫亦使用家康的「康」為通字。（川口素生著，学習研究社，2007年）